# Henry Baker

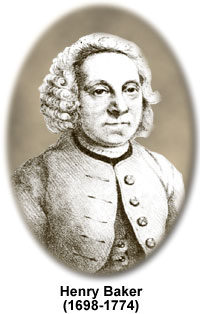
Henry Baker

Henry Baker (Londen, 8 mei 1698 - Londen, 25 november 1774) was een Engels natuurwetenschapper.
Baker ontving in 1744 de Copley Medal voor microscopische observaties van het kristalliseren van zoutdeeltjes. Na een stage bij een boekhandelaar, bedacht Baker een systeem om doofstommen te instrueren. Daarmee verdiende hij een aanzienlijk fortuin. Baker trok daarmee de aandacht van schrijver Daniel Defoe, met wiens jongste dochter Sophia hij in 1729 trouwde.
Een jaar eerder begon Baker, onder de naam van Henry Stonecastle, samen met Defoe de tijdschriften Universal Spectator en Weekly Journal. In 1754 was hij een van de oprichters van de Society of Arts en was daarvan tijdelijk secretaris.
In 1740 werd Baker verkozen Fellow van de Society of Antiquaries en tot Fellow of the Royal Society. Hij schreef een aantal memoires voor Transactions of the Royal Society. Zijn naam wordt in ere gehouden door de Bakerian Lecture (een erelezing) van de Royal Society, een organisatie waarvoor hij £ 100 achterliet in zijn testament.

## Publicaties
Enkele van Bakers publicaties zijn:
- The Microscope made Easy (1743)
- Employment for the Microscope (1753)
- Verschillende werken van poëzie, zoals The Universe, a Poem intended to restrain the Pride of Man (1727)